# カテリーナ・ザクチャイウ
カテリーナ・ザクチャイウ（ギリシャ語: Κατερίνα Ζακχαίου、ラテン文字転写: Katerina Zakchaiou、1998年7月26日 - ）は、キプロスの女子バレーボール選手。ポジションはミドルブロッカー。キプロス代表。

## 来歴

### クラブチーム
リマソール出身。2013年、Apollon Limassolへ入団。2013/14～2015/16シーズンにかけての国内リーグで3連覇を果たした。2016/17シーズンはギリシャリーグのAON Pannaxiakosへ移籍し、ギリシャリーグで準優勝し自身もベストミドルブロッカー賞を受賞した。2017/18シーズンからはOlympiacosへ加入し、在籍した3年間でギリシャリーグ3連覇、ギリシャカップで2回の優勝に貢献した。2019/20シーズンのギリシャリーグではベストミドルブロッカー賞を受賞した。2020/21シーズンはイタリアセリエA1のCuneo Granda Volleyでプレーした。2021/22シーズンはヴェロ・バレー・ミラノと契約し、セリエA1リーグで準優勝、欧州チャンピオンズリーグに出場した。2022/23シーズンはFVブスト・アルシーツィオへ移籍し1年間プレーした。2023/24シーズンはキエーリ'76・バレーボールでプレーした。

### 代表チーム
2013年に15歳でキプロス代表に初選出された。世界選手権の欧州大陸予選（2014、2018年）、ヨーロッパシルバーリーグなどに出場した。

## 受賞歴
- 2017年 - ギリシャリーグ ベストミドルブロッカー賞
- 2020年 - ギリシャリーグ ベストミドルブロッカー賞
- 2020年 - チャレンジャーカップ ベストミドルブロッカー賞

## 所属クラブ
- Apollon Limassol（2013-2016年）
- AON Pannaxiakos（2016-2017年）
- Olympiacos（2017-2020年）
- クーネオ・グランダ・バレー（2020-2021年）
- ヴェロ・バレー・ミラノ（2021-2022年）
- FVブスト・アルシーツィオ（2022-2023年）
- キエーリ'76・バレーボール（2023年-）